# Lenguas zeme
Las lenguas zeme o zeliangrong son un pequeño grupo filogenético de lenguas tibetano-birmanas habladas en Nagaland y Manipur en el noreste de India.

## Clasificación
Tradicionalmente las lenguas zeme se han clasificado dentro de la agrupación geográfica "lenguas naga", pero existen dudas de que dichas lenguas formen realmente un grupo filogenético dentro del tibetano-birmano, por lo que actualmente se suele clasificar a las lenguas angami-pochuri como una lengua independiente dentro de la familia tibetano-birmana, pendiente de la clarificación de las relaciones interna en dicha subfamilia.
El grupo zeme fue reconocido como unidad filogenética al menos desde Shafer que las clasificó como "naga occidental" dentro del grupo naga (1955). El zeme (empeo, kachcha), el mzieme y el kwoireng son particularmente cercanos entre sí. El nruanghmei (rongmei, kabui), el puiron, el khoirao y el maram son un poco más divergentes. Algunos hablantes de estas lenguas son conscientes de la cercanía de estas lenguas y se autodenominan zeliang o zeliangrong, nombres construidos a partir de las primeras sílabas de zeme, liangmai, rongmei.

### Lenguas de la familia
Las lenguas zeme incluyen:
- Grupo zeliang:
  - el zeme (propiamente dicho, también llamado empeo);
  - el liangmai
  - el rongmai (también llamado kabui o Nruanghmei)
  - el mzieme
- el puiron
- el khirao
- el maram

## Descripción lingüística
Las lenguas zeme constituyen un grupo de hablas más estrechamente emparentadas incluso que las lenguas ao, de tal manera que muchas son mutuamente inteligibles (particularmente las lenguas que forman parte del grupo zeliang).

## Comparación léxica
Los numerales en diferentes lenguas zeme son:
| GLOSA | Zeliang      | Zeliang  | Zeliang | Zeliang | Otras lenguas zeme | Otras lenguas zeme | Otras lenguas zeme | PROTO- ZEME | PROTO- AGN.POC. | PROTO- AO |
| GLOSA | Zeme         | Liangmei | Rongmei | Mzieme  | Maram              | Thangal            | Koireng            | PROTO- ZEME | PROTO- AGN.POC. | PROTO- AO |
| ----- | ------------ | -------- | ------- | ------- | ------------------ | ------------------ | ------------------ | ----------- | --------------- | --------- |
| '1'   | kat~ hangkat | kʰāt     | akʰə̄t   | ket     | ni-nə              | kʰət               | kin-kʰat           | *kʰət       |                 | *(ə-)kʰa- |
| '2'   | ke-na        | niā      | ka-nēi  | ke-na   | həŋ-nai            | kəti               | kin-ni             | *k-ni       | *k-ni           | *ə-ni(t)  |
| '3'   | ke-tʃum      | súm      | ka-tʰùm | ke-ʦum  | həŋ-tum            | kə-tʰum            | kin-tʰum           | *k-tʰum     | *k-san          | *ə-sam    |
| '4'   | me-dai       | mə-dái   | padèi   | ma-dai  | mə-dəi             | mə-di              | min-liː            | *mə-dai     | *b-di           | *b-li     |
| '5'   | me-ŋeu       | mə-ŋiú   | paŋūʔ   | me-ŋei  | mə-ŋɨ              | mə-ŋa              | ri-ŋaː             | *me-ŋai     | *b-ŋa~ *b-ŋo    | *b-ŋa     |
| '6'   | se-ruk       | ʦə-rūk   | cʰə-rúk | he-ruk  | sə-ruk             | sə-ruk             | ku-ruk             | *ʦ-ruk      | *ʦ-ro           | *t-ruk    |
| '7'   | se-na        | ʦə-niā   | cʰə̄-nei | he-na   | sə-nai             | sə-ni              | sa-ri              | *ʦ-nai      | *ʦ-ni           | *t-ni(t)  |
| '8'   | de-sat       | tə-ʦát   | tə-cʰə́t | he-set  | sə-sət             | tə-cet             | ki-riet            | *ʦ-ʦat      | *t-ʦa           | *t-za     |
| '9'   | se-kui       | ʦəkiū    | cʰē-kiu | he-kui  | su-kɨ              | cə-ku              | kuo                | *ʦ-kiu      | *t-ku           | *t-ku     |
| '10'  | ke-reu       | kə-riú   | rù      | ke-rei  | kja-rɨ             | sə-ra              | soːm               | *k-reu      | *t(i)-rə        | *t-rə     |
Los numerales del koireng muestra un gran parecido con los de las lenguas kuki-chin.